# Xiphophorus signum
Xiphophorus signum är en fiskart som beskrevs av Rosen och Kallman, 1969. Xiphophorus signum ingår i släktet Xiphophorus och familjen Poeciliidae. Inga underarter finns listade i Catalogue of Life.